# Will Buckley
William Edward Buckley (Oldham, 21 november 1989) is een Engels voetballer die bij voorkeur als vleugelspeler speelt. Hij verruilde in 2014 Brighton & Hove Albion voor Sunderland.

## Clubcarrière
Buckley debuteerde in 2008 in het profvoetbal in het shirt van Rochdale. Tijdens het seizoen 2010/11 speelde hij één seizoen bij Watford. Op 6 juni 2011 tekende hij bij Brighton & Hove Albion. In drie seizoenen scoorde hij 19 doelpunten uit 96 wedstrijden voor The Seagulls. Op 14 augustus 2014 tekende hij een driejarig contract bij Sunderland. Twee dagen later debuteerde hij in de Premier League tegen West Bromwich Albion.
1 Burge ·
2 Huggins ·
4 Evans  ·
5 Batth ·
6 Doyle ·
7 Dajaku ·
8 Embleton ·
9 Broadhead ·
10 Defoe ·
11 Gooch ·
13 O'Nien ·
14 Stewart ·
15 Winchester ·
16 Willis ·
17 Cirkin ·
18 Taylor ·
19 Xhemajli ·
20 Patterson ·
21 Pritchard ·
24 Neil ·
25 Clarke ·
26 Wright ·
27 Matete ·
28 McGeady ·
32 Hume ·
39 Hoffmann ·
77 Roberts ·
Coach: Neil
· Assistent-coach: Canning